# 寨里镇 (光泽县)
寨里镇，是中华人民共和国福建省南平市光泽县下辖的一个乡镇级行政单位。

## 行政区划
寨里镇下辖以下地区：
茶富村、太银村、小寺洲村、桃林村、大青村、桥亭村、桥湾村、浆源村、山房村、西溪村、官桥村、梅溪村、儒洲村、山头关村、大洲村和百石村。